# Stigmata (Arch Enemy)
Stigmata (1998) is het tweede album van de Zweedse deathmetalband Arch Enemy.

## Inhoud
1. "Beast of Man"
2. "Stigmata"
3. "Sinister Mephisto"
4. "Dark of the Sun"
5. "Let the Killing Begin"
6. "Black Earth"
7. "Tears of the Dead"
8. "Vox Stellarum"
9. "Bridge of Destiny"